# エビ大王
『エビ大王』（エビだいおう）は、洪元基（1959年 - ）による韓国の戯曲。
2002年ソウル公演芸術祭作品賞・戯曲賞受賞。

## あらすじ
世継ぎの息子を願うあまり、実の末娘パリテギを川に捨て3000人の側室を囲った暴君エビ大王が、捨てたはずの娘と交わりそうになり、自分の愚かさに気付く。

## 日本での公演
筧利夫率いる劇団「Team ARAGOTO」の旗揚げ第1回作品。筧利夫、サエコ、佐藤アツヒロ、河原雅彦、橋本じゅんらが出演。2005年12月8日から青山劇場、2005年12月28日からはシアターBLAVA(大阪)で上演。筧は2003年以来2年ぶりの青山劇場での舞台となった。演出は岡村俊一。